# グザファン

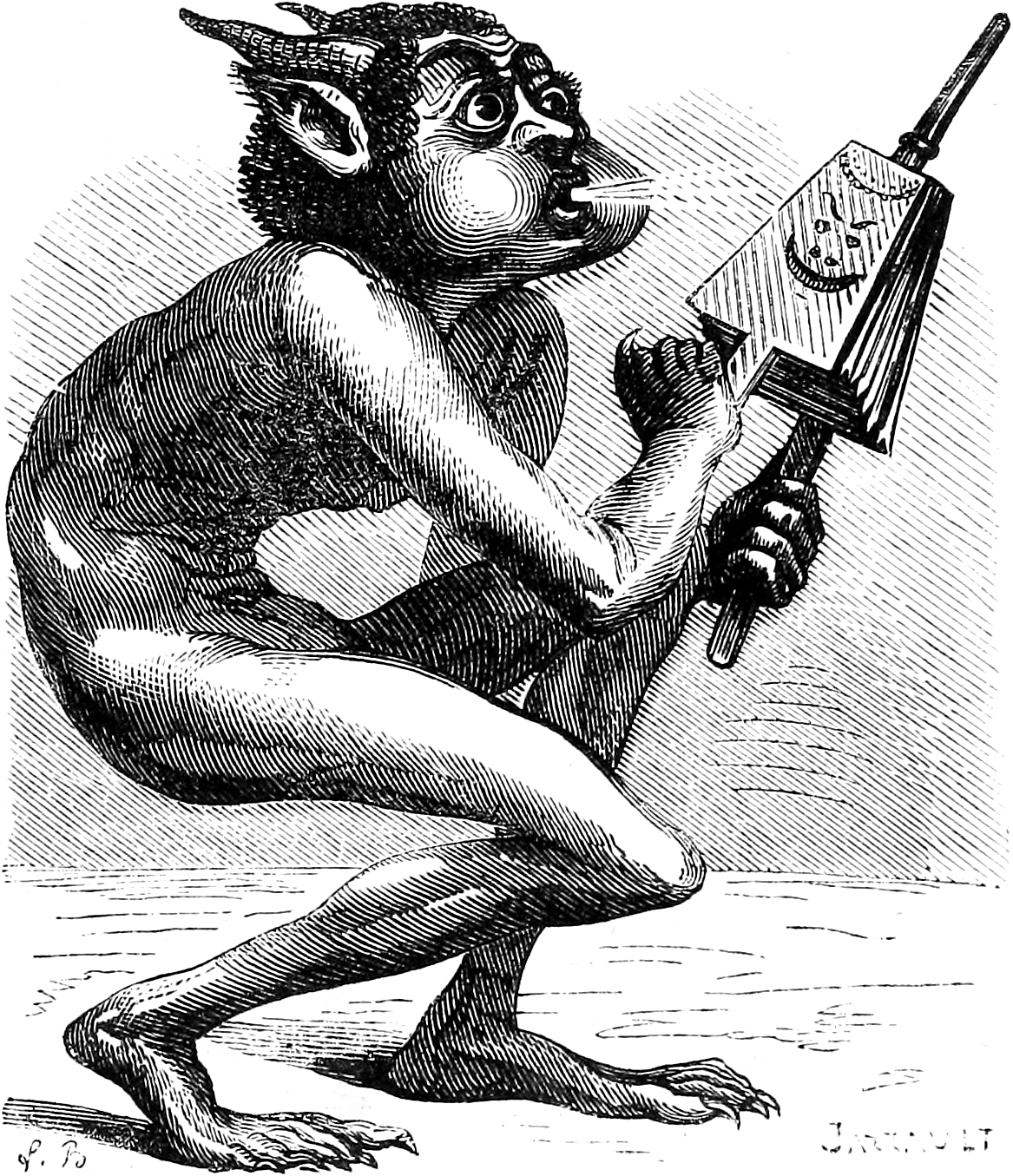
「グザファンとふいご」地獄の辞典のグザファンの項の挿絵

グザファン（Xaphan）は、コラン・ド・プランシー著の『地獄の辞典』に登場する堕天使の一人。創意工夫の才を持った聡明な天使であったとされる。別名ゼポン（Zephon　ゼフォン）。
ルシファーが神に謀反を起こした時に、ルシファーの側につき、天国に火を吹きつける案を出した。しかし、その案が実行される前にルシファー達は負けて地獄に落とされる。そしてグザファンは地獄の釜の炎を吹き続ける罰を与えられたとされる。

## 関連する項目
- 悪魔の一覧